# Vito Volterra
Vito Volterra, född 3 maj 1860, död 11 oktober 1940, var en italiensk matematiker och fysiker, som är mest känd för sina bidrag inom matematisk biologi.

## Biografi
Volterra blev professor i rationell mekanik 1883, och började arbeta med teorin för funktionaler vilket ledde till hans intresse för och senare bidrag angående integralekvationer. Hans arbete finns sammanfattat i boken Theory of functionals and of Integral and Integro-Differential Equations (1930).
1892 blev han professor i mekanik vid universitetet i Turin, och sedan, år 1900, professor i matematisk fysik vid La Sapienza.
Volterra växte upp under de senare stadierna för Italiens enande när kyrkostaten slutligen annekterades av Italien och blev vald till senator för Italien 1905.
Efter första världskriget arbetade Volterra med tillämpningar av matematik inom biologi; bland annat utvecklade han tidigare arbeten av Pierre François Verhulst. Det mest kända resultatet för Volterras arbeten under den perioden är Lotka–Volterras ekvation.
Volterra tilldelades 1906 Kungliga Nordstjärneorden, av graden Kommendör av första klassen. Han invaldes 1908 som utländsk ledamot av Kungliga Vetenskapsakademien i Stockholm.
År 1922 anslöt Volterra sig till oppositionen mot Benito Mussolinis fascistregim och 1931 vägrade han svära en obligatorisk trohetsed. Han tvingades avsäga sig sin anställning vid universitetet och sitt medlemskap i vetenskapliga akademier. De följande åren levde han huvudsakligen utomlands, och återvände till Rom alldeles före sin död.

## Eftermäle
Nedslagskratern Volterra på månen och asteroiden 14072 Volterra är uppkallade efter honom.